# Стрелец (созвездие)
Стреле́ц (лат. Sagittarius, Sgr) — зодиакальное созвездие, лежащее между Козерогом и Скорпионом.

## Краткое описание
Наиболее яркие звёзды 1,8 и 2,0 визуальной звёздной величины. В Стрельце находится точка зимнего солнцестояния, а также центр Галактики, удалённый от нас примерно на 30 000 световых лет и скрытый за облаками межзвёздной пыли.
Считается, что в Стрельце располагается самая красивая часть Млечного Пути, множество шаровых скоплений, а также тёмных и светлых туманностей. Например, туманности Лагуна (M8), Омега (M17; другие названия — Лебедь, Подкова), Тройная (M20; другое название — Трёхдольная), рассеянные скопления M18, M21, M23, M25 и NGC 6603, шаровые скопления M22, M28, M54, M55, M69, M70, M75. В радиодиапазоне в Стрельце находится несколько ярких источников, один из которых (Стрелец A*), как считается, является сверхмассивной чёрной дырой в центре нашей Галактики.
В северо-восточной части созвездия, недалеко от полосы Млечного Пути, на расстоянии 1,7 млн св. лет от нас лежит карликовая неправильная галактика NGC 6822, открытая Э. Барнардом в 1884 году. В 2002 году была обнаружена планета, обращающаяся вокруг звезды OGLE-TR-56.
Ближайшая к Солнцу звезда в Стрельце — это Росс 154, находящаяся в 9,69 светового года от нас.
На 2011 год Стрелец занимает первое место среди созвездий по числу переменных звёзд — их там насчитывается 5559, что в два раза больше, чем в идущем вторым Орионе.

## Астеризмы
Астеризм Чайник включает следующие звёзды созвездия: ζ (Аскелла), φ, δ (Каус Меридионалис) и ε (Каус Аустралис) — сам чайник, λ (Каус Бореалис) — крышка, τ и σ (Нунки) — ручка и γ² (Альназл) — носик. Эти же звезды изначально составляли лук и стрелу Стрельца. Полоса Млечного Пути близ звезды Альназл символизирует льющийся кипяток. Альтернативное название — Молочник.
Теребеллум — небольшой астеризм из четырёх звёзд, расположенных в виде латинского креста. Включает звёзды ω, 59, 62 и 60 Стрельца.
Интересно, что Альфа Стрельца (Рукбат, что означает «колено лучника») не является ярчайшей в созвездии, её видимая звёздная величина составляет всего 3,96m.
Сигма Стрельца (σ Sgr) (Нунки) является второй по яркости звездой созвездия с магнитудой 2,08m. Нунки — это звезда B2V, расположенная на расстоянии около 260 световых лет. Нунки — это вавилонское имя неопределённого происхождения, но считается, что оно представляет собой священный вавилонский город Эриду на Евфрате, что делает Нунки старейшим названием звезды, используемым в настоящее время.
Дзета Стрельца (ζ Sgr) (Аскелла) с видимой звёздной величиной 2,61 спектра А2 на самом деле является двойной звездой, две составляющие которой имеют величины 3,3 и 3,5m.
Дельта Стрельца (δ Sgr) (Каус Меридионалис) — это звезда спектра K2 с магнитудой 2,71m на расстоянии 350 световых лет от Земли.
Эта Стрельца (η Sgr) представляет собой двойную звезду с компонентами величин 3,18 и 10, в то время как Пи Стрельца (π Sgr) (Альбальдах) на самом деле представляет собой тройную систему, компоненты которой имеют величины 3,7, 3,8 и 6,0.
Бета Стрельца (β Sgr) в обозначении Байера разделено на две звёздные системы, β¹ Стрельца, с видимой величиной 3,96m, и β² Стрельца, с видимой величиной 7,4m. Две звезды отделены на 0,36 ° в небе и находятся на расстоянии 378 световых лет от Земли. Бета Стрельца, расположенное в передних ногах кентавра, имеет традиционное название Аркаб, что означает «ахиллово сухожилие».
Новая Стрельца была открыта 15 марта 2015 года австралийцем Джоном Сичем. Она расположена недалеко от центра созвездия и достигла пиковой величины 4,3m.

## Наблюдение
Как правило, Солнце находится в созвездии с 18 декабря по 18 января. Созвездие видно с февраля по ноябрь. Наилучшие условия для наблюдений в июне—июле, видно полностью в южных районах России и частично в центральных. Звезда σ Стрельца (вторая по яркости звезда созвездия) номинально начинает восходить на широте 63°42', но даже на широте Санкт-Петербурга, не говоря уже о более северных широтах, увидеть её очень проблематично не только из-за низкого положения над горизонтом, но и потому, что время наилучшей ночной видимости созвездия приходится там на период белых ночей. Но эта звезда удовлетворительно видна уже на юге Центральной России и Южном Урале. Видимость ярчайшей звезды ε Стрельца начинается на широте 55°37' (эта звезда в России удовлетворительно видна только в южных районах)
15 августа 1977 года доктор Джерри Эйман принял со стороны созвездия Стрельца знаменитый сигнал Wow!

## История
Древнее созвездие. Вавилоняне идентифицировали Стрельца как бога Нергала, странного существа, похожего на кентавра, стреляющего из лука стрелой. Считается, что название «Стрелец» предложено Клеостратом Тенедосским. Включено в каталог звёздного неба Клавдия Птолемея «Альмагест».
Древним грекам созвездие представлялось в виде кентавра — миксаморфного существа с торсом человека на теле коня. Так же созвездие изображалось и во всех небесных атласах. Греческий миф связывает созвездие Стрельца с кентавром Кротосом, о котором нет развёрнутых мифов. Другой миф ассоциирует созвездие с мудрым Хироном. Есть компилятивный миф следующего содержания. Считалось, что изобретателем небесного глобуса был кентавр Хирон, создавший его специально для похода аргонавтов. На глобусе Хирон оставил место для себя в виде зодиакального созвездия Стрелец. Но кентавр Кротос опередил Хирона, заняв его небесное место, и тому пришлось довольствоваться менее почётным по положению созвездием Центавр.
На русском языке созвездие упомянуто как «Стрѣльць» в 1073 году в «Изборнике Святослава».